# Diana Florea
Diana Florea (ur. 18 października 1980) – rumuńska lekkoatletka specjalizująca się w skoku o tyczce.
Złota medalistka mistrzostw Rumunii.